# 1940 (szám)
Az 1940 (római számmal: MCMXL) az 1939 és 1941 között található természetes szám.

## A matematikában
A tízes számrendszerbeli 1940-es a kettes számrendszerben 11110010100, a nyolcas számrendszerben 3624, a tizenhatos számrendszerben 794 alakban írható fel.
Az 1940 páros szám, összetett szám. Kanonikus alakja 22 · 51 · 971, normálalakban az 1,94 · 103 szorzattal írható fel. Tizenkét osztója van a természetes számok halmazán, ezek növekvő sorrendben: 1, 2, 4, 5, 10, 20, 97, 194, 388, 485, 970 és 1940.
Az 1940 egyetlen szám valódiosztóösszeg-függvényeként áll elő, ez az 1480.